# Nathan Butler-Oyedeji
Nathan Butler-Oyedeji, né le 4 janvier 2003 à Londres, est un footballeur anglais qui évolue au poste d'attaquant au FC Lausanne-Sport.

## Biographie

### Carrière en club
Né à Londres en Angleterre, Nathan Butler-Oyedeji est intégralement formé par l'Arsenal FC, club qu'il rejoint officiellement à l'âge de 8 ans,. Il s'illustre d'abord en équipes de jeunes, découvrant les moins de 23 ans dès la saison 2019-20 en EFL Trophy, avant de signer son premier contrat professionnel en 2021, puis de commencer sa carrière professionnelle en prêt en championnat d'Angleterre de troisième division.
Butler-Oyedeji est ainsi prêté au Accrington Stanley lors de la deuxième partie de saison saison 2022-23 puis à Cheltenham Town lors de la phase allée de la saison 2023-24.
Le 22 janvier 2025, il joue son premier match avec Arsenal, lors d'une rencontre de Ligue des champions, contre le Dinamo Zagreb. Il remplace Gabriel Martinelli dans les dernière minutes du match, alors que son équipe s'impose 3-0 à domicile.